# SSF Bonn
Die Schwimm- und Sportfreunde Bonn 1905 e. V. (SSF Bonn) ist der größte Sportverein in Bonn mit 8.500 Mitgliedern (Stand: August 2025) Per Dezember 2017 hatte der Verein 10.000 Mitglieder erreicht. Infolge der COVID-19-Pandemie sank die Mitgliederzahl wieder.

## Sportarten
Die SSF Bonn bietet aktive Tätigkeit in den folgenden Sportarten an:
Aikidō, Badminton, Breitensport, Floorball, Iaidō, Judo, Ju-Jutsu, Kanu, Karate, Kendo, Krafttraining, Kung Fu, Kyūdō, Lacrosse, Leichtathletik, Moderner Fünfkampf, Schwimmen, Ski, Taekwondo, Taijiquan, Tanzen, Tauchen, Tischtennis, Triathlon, Volleyball, Wasserball.
Weitere Trainingsmöglichkeiten bestehen zum Beispiel für Capoeira, Jazz-Dance oder Nordic Walking.

## Organisation
Neben den vereinsüblichen Organen wie Mitgliederversammlung und Vorstand, die gesetzlich vorgeschrieben sind, bestimmen eine auf vier Jahre gewählte Delegiertenversammlung und ein geschäftsführender Vorstand die Vereinsarbeit. Vorsitzender und hauptamtlicher Geschäftsführer ist zurzeit Harald Göbel, Beiratsvorsitzender ist Rico Fenoglio.

## Sportstätten

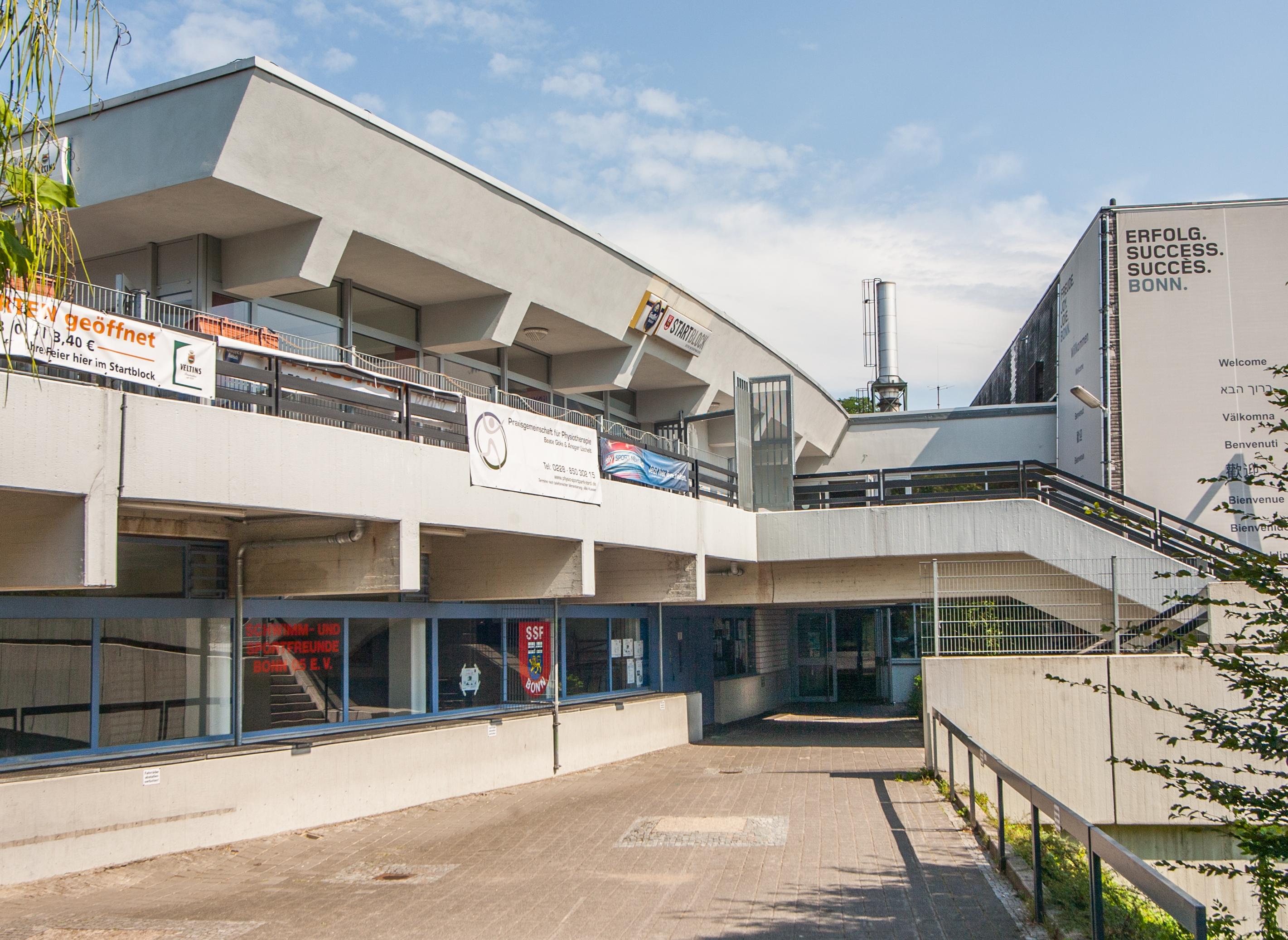
Eingang zum Sporthallenzentrum im Sportpark Nord

Die vereinseigene Schwimmhalle im Sportpark Nord mit 50-Meter-Bahn und zusätzlichem Lehrschwimmbecken ist Bundesleistungsstützpunkt des Olympiastützpunkts Rheinland. Weiterhin bietet der Verein in zwei Fitnessräumen in Bonn und Beuel die Möglichkeit zum Training, für andere Sportarten werden vor allem städtische Einrichtungen genutzt.

## Geschichte
Die SSF Bonn wurde am 3. Februar 1905 als Bonner Schwimmverein gegründet und schloss sich 1921 mit dem Bonner Damenschwimmverein, dann 1937 mit dem konkurrierenden Vereinten Wasserfreunden Bonn 09 zu den Schwimmsportfreunden Bonn 05 e. V. zusammen. 1928 wurde zwischenzeitlich die heutige Kanuabteilung gegründet. 1952 gründete sich im SSF der 1. Deutsche Badminton-Club Bonn, welcher in den Anfangsjahren des Wettkampfsports Badminton in der Bundesrepublik die deutsche Badmintonszene dominierte. Mit Wolfgang Bochow und Irmgard Latz standen auch international überaus erfolgreiche Spieler in den Reihen des 1. DBC.
1966 haben die Schwimm- und Sportfreunde Bonn 2000 Mitglieder, 1968 wurde Gerhard Hetz zum hauptamtlichen Schwimmtrainer bestellt (er trainierte die Bonner Schwimmer bis 1973). 1970 übernimmt der Verein im Sportpark Nord die Schwimmhalle mit 50-m-Becken. Im selben Jahr wird Hans Riegel erster Präsident der SSF Bonn. In den 1970er Jahren werden eine Reihe neuer Abteilungen eröffnet und 1974 das 6000. Mitglied begrüßt. Dies begründet 1978 die Umbenennung in den heutigen Vereinsnamen, der das erheblich erweiterte Sportartenangebot besser darstellt.
1981 wird erstmals ein hauptamtlicher Geschäftsführer eingestellt, 1994 wird Reiner Schreiber neuer Präsident. 1999 hat der Verein 5600 Mitglieder, das Internationale SSF-Schwimmfest wird zur festen und bundesweit beachteten Veranstaltung. 2005 feiern die SSF Bonn mit mehr als 7500 Mitgliedern das hundertjährige Bestehen. Anfang 2018 hatte der SSF Bonn ca. 10000 Mitglieder.

## Sportliche Erfolge
- Wolfgang Bochow, Badminton; Europameister, zweifacher Vizeeuropameister, erkämpfte 13 deutsche Meistertitel für Bonn
- Ute Hasse, Schwimmen; Silbermedaille 4 × 100 m Lagenstaffel, Olympische Spiele 1984, Los Angeles
- Leni Henze-Lohmar, Schwimmen; Silbermedaille 4 × 100 m Kraulstaffel, Olympische Spiele 1936, Berlin
- Walter Kusch, Schwimmen; Silbermedaille 4 × 100 m Lagenstaffel, Olympische Spiele 1976, Montreal
- Werner Lampe, Schwimmen; Bronzemedaille 200 m Kraul, Olympische Spiele 1972, München
- Irmgard Latz-Gerlatzka, Badminton, Europameisterin und Vizeeuropameisterin, erkämpfte sechs deutsche Meistertitel für Bonn
- Elena Reiche, Moderner Fünfkampf; Teilnahme an der Endrunde, Olympische Spiele 2000, Sydney, DM Moderner Fünfkampf, Einzel, 2001
- Klaus Steinbach, Schwimmen; Silbermedaille 4 × 100 m Lagenstaffel, Olympische Spiele 1976, Montreal
- Lena Schöneborn, Moderner Fünfkampf, Goldmedaille Olympische Spiele 2008, Peking, mit 34 Medaillen bei Welt- und Europameisterschaften erfolgreichste Sportlerin in der Geschichte des Modernen Fünfkampfes
- Nina Schiffer, Schwimmen; Deutsche Meisterin 2007, 200 m Schmetterling
- Elke Schmitz, Schwimmen; zweifache Vizeweltmeisterin in Mastersschwimmsport, 50 m Brust[5]

## Volleyball
Seit den 1960er Jahren wird im SSF Bonn sehr erfolgreich Volleyball gespielt. Bereits 1974 wurden die Männer unter der Regie des tschechoslowakischen Nationalspielers Tonda Mozr Deutscher Meister und gehörten in der Saison 1974/75 zu den Gründungsmitgliedern der Volleyball-Bundesliga. 1981 konnte der SSF nochmals den Deutschen Meistertitel erringen. In den 1980er Jahren wuchs mit dem Männerteam vom SC Fortuna Bonn ein gleichwertiger Konkurrent in Bonn heran, Fortuna wurde 1987 Deutscher Pokalsieger. Seit 1996 gab es eine Spielgemeinschaft aus beiden Vereinen: „SSF Fortuna Bonn“. Frauen und Männer spielten viele Jahre lang in der Dritten Liga West bzw. in der Regionalliga West. 2020 stiegen die Frauen in die Zweite Bundesliga Nord auf. Nach dem Abstieg 2022 und einer weiteren Saison 2022/23 in der dritten Liga West löste sich die Spielgemeinschaft auf. Die spielenden Mannschaften starten seitdem für den SSF Bonn.

## Triathlon
Das Frauen-Team der Triathlon-Abteilung startet in der 1. Triathlon-Bundesliga, ab der Saison 2016 ist der SSF Bonn auch wieder mit einem Männer-Team in der 1. Bundesliga vertreten.
EJOT Team TV Buschhütten |
Stadtwerke Team Witten |
KOMET Team TV Lemgo |
Schwalbe Team Krefelder Kanu Klub |
Triathlon Potsdam |
algemarin Team TuS Griesheim Triathlon |
Sparda Bank Triathlon Team Hagen |
SSF Bonn Team artegic |
TSV Amicitia Viernheim |
PV-Triathlon Witten |
TuS Neukölln Berlin Triathlon |
ROWE Triathlon |
Schunk Team TV Mengen |
Kölner Triathlon Team 01
EJOT Team TV Buschhütten |
algemarin Team Triathlon TuS Griesheim |
Mondi Trifinish Münster |
Schunk Team TV Mengen |
Triathlon Team DSW Darmstadt |
Triathlon Potsdam |
Kölner Triathlon Team 01 |
Bike24 TriTeam Mitteldeutschland |
PV-Triathlon Witten |
Bromelain-POS Team Saar |
WMF BKK Team AST Süßen |
Kiwami Tri Team Grassau |
ROWE Triathlon |
SSF Bonn Team artegic |
Fujitsu Team Neckarsulm |
Hansalog Services Göppingen

## Floorball
Die Floorball-Abteilung tritt unter dem Namen SSF Dragons Bonn an, sie entstand 2006 nach der Fusion mit dem Floorball-Club Dragons Bonn, mit dem zuvor bereits eine enge Kooperation bestand. Inzwischen gibt es Mannschaften aller Altersklassen von der U7 bis in den Seniorenbereich sowie eine Hobbygruppe. Aushängeschilder sind das Damenteam, das in der 1. Floorball-Bundesliga Damen spielt sowie das Herrenteam, das in der 1. Floorball-Bundesliga antritt.